# 永井謙佑
永井謙佑（1989年3月5日—），日本足球運動員，現時效力日職球隊名古屋鯨魚，日本國家足球隊成員。

## 早期生涯
永井謙佑出生于日本广岛县福山市，3岁时因父亲工作关系移居巴西，8岁回到日本，之后先后在北九州市立浅川中学、九州国际大学附属高等学校和福岡大学接受足球训练。
2009年8月7日，他在第33届总理大臣杯全日本大学足球锦标赛决赛中打进一球，率领福岡大学3比1击败高知大学，历史上首次捧得总理大臣杯冠军，并获得2009年天皇杯的参赛资格。在天皇杯中，永井謙佑在福岡大学参加的3场比赛都有进球，帮助福岡大学在第一轮4比0击败北海道地区联赛冠军北海道电力，第二轮3比2战胜日乙球队水户蜀葵，直到第三轮才以1比6不敌大阪飛腳被淘汰。永井謙佑在大学的毕业论文是《2010年世界杯足球赛进球倾向的研究》。

## 俱乐部生涯
身为大学生的永井謙佑在2009年和2010年两度作为特别指定球员参加日职联赛。
2009年，永井謙佑作为日乙联赛球队福冈黄蜂的特别指定球员加盟球队，同年5月30日，他在和FC岐阜的比赛中首次在职业联赛中出场。在2009年赛季，他一共得到5次出场机会。
2010年，永井謙佑成为神户胜利船的特别指定球员，首次参加顶级职业联赛。他在2010年赛季出场3次，没有进球。
2010年12月10日，永井謙佑正式加盟日职球会名古屋鲸鱼。2011年3月1日，他在亚足联冠军联赛小组赛第一轮名古屋鲸鱼客场0比2不敌中超球队杭州绿城的比赛中替补出场，第一次代表名古屋鲸鱼在正式比赛中亮相。2011年8月7日，他在主场名古屋鲸鱼对阵磐田喜悦的比赛中取进职业生涯的首个联赛进球。在2011年赛季，永井謙佑27次出场打进3球并助攻6次。
永井谦佑在上赛季结束后转会至标准列日，但仅出场3场未取得进球。
永井谦佑上赛季后半段以租借形式从标准列日重返名古屋，但发挥糟糕，出场14场颗粒无收。
永井謙佑上賽季租借延長效力名古屋，出場28場打進12球。刷新了自己單季最多進球數紀錄。 
名古屋鲸鱼官方宣布比甲的标准列日前锋永井谦佑正式租借变转会加盟。
名古屋鲸鱼前锋永井谦佑确定将选择转会离队。此前具乐部在谈判续约时仅提出一份半年的续约合同，永井谦佑对此表示不满并希望具乐部重新考虑，然而昨天第二次提出的仍是半年的续约合同，这让永井谦佑彻底失望“不会再有第3次的谈判了。”彻底固定了转会的想法。
所属名古屋鲸鱼的球员永井謙佑将正式转会加盟FC东京。
据泰媒ballthai报道，2018赛季泰超亚军曼谷联有意引进永井谦佑。
2022年7月11日，名古屋鲸鱼官宣前国脚前锋永井谦佑从FC东京加盟球队，这也是其时隔6年为名古屋效力。

## 国家队生涯
2008年，永井謙佑入选了日本23歲以下足球代表隊参加2008年亚足联U19青年锦标赛，虽然日本在八强战中0比3不敌韩国，无缘参加2009年世界青年足球锦标赛，永井謙佑还是以4个进球和艾哈迈德·哈利勒一起获得赛会的最佳射手。
2009年，永井謙佑代表日本大学生足球队参加2009年夏季世界大学生运动会，他一共打进7个进球，帮助日本队获得大运会足球项目的铜牌，个人也获得最佳射手的称号，之后他有参加在香港举行的2009年东亚运动会，虽然决赛互射点球时永井謙佑第一个代表日本队出场打进点球，但日本最终还是以3比5的总比分不敌香港，获得银牌。
2010年1月6日，永井謙佑在2011年亚洲杯外围赛日本客场3比2击败也门的比赛中第一次代表成年国家队出场。
2010年11月，永井謙佑入选日本23歲以下足球代表队参加在广州举行的2010年亚洲运动会足球项目比赛名单。他在亚运会中担任球队的主力中锋，取得5个进球成为大会的最佳射手，并和日本队一起获得亚运会金牌。
2012年7月，永井謙佑入选日本国奥队参加2012年夏季奥林匹克运动会男子足球比赛的18人名单。7月29日，他在奥运会小组赛第二轮比赛射进致胜球，帮助日本1比0击败摩洛哥U23，小组两连胜提前获得出线权。
日本队麒麟杯名单铃木武藏因伤退出，FC东京前锋永井谦佑递补入选。
2019年6月9日，日本在友谊赛中主场2-0战胜萨尔瓦多，FC东京前锋永井谦佑在比赛中梅开二度。

## 外部連結
- 永井謙佑在名古屋鲸鱼官方网站的资料 （页面存档备份，存于） （日語）
- 永井謙佑在national-football-teams的资料 （页面存档备份，存于） （英文）
- Profile at FC Tokyo （页面存档备份，存于）
- Profile at Nagoya Grampus （页面存档备份，存于）
- 永井謙佑 – FIFA國際賽競賽紀錄 (存檔)
- 永井謙佑在 National-Football-Teams.com 上的出场纪录
- 日本職業足球聯賽中的永井謙佑 （日語）
- Kensuke Nagai （页面存档备份，存于） at Yahoo! Japan sports （日語）